# وباریلیزوماب
وباریلیزوماب (انگلیسی: Vobarilizumab)نوعی آنتی‌بادی مونوکلونال انسانی‌شده (humanized)است که برای درمان بیماری‌های خودایمنی التهابی طراحی شده است.